# Lotus 99T
O 99T é o modelo da Lotus da temporada de 1987 da Fórmula 1. 
Condutores: Ayrton Senna e Satoru Nakajima.
Essa temporada a Lotus apresentou seu patrocinador principal, a Camel, pintado de azul e amarelo, marca de cigarros da empresa norte-americana R. J. Reynolds Tobacco Company.
O Lotus 99T era equipado com motor Honda de 995 HP (treinos) e 750 a 870 HP (corridas), possuía supensão ativa, mas o carro tinha chassis e aerodinâmica problemáticos. Na temporada, Senna fez uma pole (San Marino) e ganhou duas corridas em circuitos de rua: Mônaco e Detroit, mas nas demais provas do campeonato não foi páreo para a Williams-Honda.

## Resultados[2]
(legenda) (em negrito indica pole position e itálico volta mais rápida)
| Ano  | Chassi | Motor                 | Pneus | N° | Pilotos         | 1   | 2   | 3   | 4   | 5   | 6   | 7   | 8   | 9   | 10  | 11  | 12  | 13  | 14  | 15  | 16  | Pontos | Posição |  |
| ---- | ------ | --------------------- | ----- | -- | --------------- | --- | --- | --- | --- | --- | --- | --- | --- | --- | --- | --- | --- | --- | --- | --- | --- | ------ | ------- |  |
|      |        |                       |       |    |                 |     |     |     |     |     |     |     |     |     |     |     |     |     |     |     |     |        |         |  |
|      |        |                       |       |    |                 | BRA | SMR | BEL | MON | USE | FRA | GBR | GER | HUN | AUT | ITA | POR | ESP | MEX | JAP | AUS |        |         |  |
| 1987 | 99T    | Honda RA166E V6 Turbo | G     | 11 | Satoru Nakajima | 7   | 6   | 5   | 10  | Ret | NC  | 4   | Ret | Ret | 13  | 11  | 8   | 9   | Ret | 6   | Ret | 64     | 3º      |  |
| 1987 | 99T    | Honda RA166E V6 Turbo | G     | 12 | Ayrton Senna    | Ret | 2   | Ret | 1   | 1   | 4   | 3   | 3   | 2   | 5   | 2   | 7   | 5   | Ret | 2   | DSQ | 64     | 3º      |  |